# Nicolau Bernoulli
Nicolau Bernoulli (Basileia, 19 de novembro de 1623 — Basileia, 8 de março de 1708) foi um comerciante e político da Suíça, membro da família Bernoulli.
Nicolau Bernoulli foi comerciante de especiarias em Basileia, onde foi membro do grande conselho. De seus 11 filhos o 5º, Jakob Bernoulli, e o 10º, Johann Bernoulli, foram renomados matemáticos.